# 앤티가 바부다의 총리
앤티가 바부다의 총리는 앤티가 바부다를 다스리는 실권자이다. 앤티가 바부다는 영국의 국왕을 국가 원수로 하고 있는 나라이기 때문에, 총리에게 실권이 있는 의원내각제 국가이다.

## 총리 목록
| 역대 | 그림 | 이름          | 영어명                  | 취임일자        | 퇴임일자        | 정당                 |
| ---- | ---- | ------------- | ----------------------- | --------------- | --------------- | -------------------- |
| 1    |      | 베레 버드     | Vere Cornwall Bird      | 1981년 11월 1   | 1994년 3월 9일  | 앤티가 바부다 노동당 |
| 2    |      | 레스터 버드   | Lester Bryant Bird      | 1994년 3월 9일  | 2004년 3월 24일 | 앤티가 바부다 노동당 |
| 3    |      | 볼드윈 스펜서 | Winston Baldwin Spencer | 2004년 3월 24일 | 2014년 6월 13일 | 통합진보당           |
| 4    |      | 개스턴 브라운 | Gaston Browne           | 2014년 6월 13일 | 현직            | 앤티가 바부다 노동당 |